# Mad Heads
Mad Heads – ukraiński zespół muzyczny grający psychobilly/rockabilly. Został założony w Kijowie w grudniu 1991 roku.

## Członkowie zespołu
- Wadym Krasnookyj – gitara, główny wokal
- Bohdan Oczeretjanyj – perkusja, wokal
- Maksym Krasnookyj – kontrabas, wokal

## Dyskografia
- 1995 Mad Heads Boogie MC EP – Single-S
- 1996 Psycholula CD – Crazy Love Records
- 1997 Chernobilly Attack (live in St. Petersburg) MC – Manchester Files
- 1998 Mad In Ukraine CD – Crazy Love Records
- 2002 Naked Flame CD & LP – Crazy Love Records, Німеччина/JRC
- 2003 Контакт CD & MC – Comp Music/EMI
- 2005 Надія Є – Comp Music/EMI